# Joe Gaetjens
Joseph Edouard Gaetjens, né le 19 mars 1924, à Port-au-Prince, d'une mère haïtienne et d'un père de nationalité allemande, et mort le 10 juillet 1964, est un footballeur haïtien qui joue sous le maillot de l'équipe des États-Unis lors de la Coupe du monde 1950. Il marque le but de la surprenante victoire 1-0 contre l'Angleterre, le 29 juin 1950, à Belo Horizonte. Il est ainsi resté dans l'histoire du football aux États-Unis.

## Biographie
Né à Haïti d'une mère haïtienne et d'un père allemand, son grand-père Thomas, natif de Brême, est envoyé en Haïti par le roi de Prusse Frédéric-Guillaume III, en tant qu'émissaire pour le commerce. La famille prospère et figure parmi l'élite haïtienne à la naissance de Joe, moment où son père lui fait un certificat de naissance à l'ambassade d'Allemagne, au cas où il aurait plus tard voulu acquérir la nationalité allemande. Il joue au football à l'Etoile Haïtienne et dispute avec l'équipe nationale d'Haïti le tournoi des quatre nations en 1944.
Gaetjens ne possède pas la nationalité américaine lors de la Coupe du monde 1950 et c'est grâce à l'influence de son capitaine d'origine allemande, Walter Bahr, qu'il est quand même accepté dans l'équipe en remplissant une demande officielle afin de devenir citoyen américain. Bahr est d'ailleurs l'auteur de la passe décisive du but mythique contre l'Angleterre. Toutefois, Gaetjens ne devint jamais citoyen des États-Unis.
À la fin de la Coupe du monde, Gaetjens évolue quelques mois avec le New York BFC, puis part pour la France, jouant pour le RC Paris (4 matchs en D1 pour 2 buts en 1951-1952) puis l'Olympique d'Alès (15 matchs pour 2 buts en D2 en 1952-1953), avant de retourner à Haïti en 1953. Il joue à nouveau au sein des Grenadiers d'Haïti, le 27 décembre 1953, lors des qualifications à la Coupe du monde 1954 face au Mexique. Après sa retraite de joueur, il devint entrepreneur.
Le 8 juillet 1964, Gaetjens est arrêté par la police secrète des Tontons macoutes et est présumé, comme des milliers d'autres Haïtiens, d'avoir été tué par les escadrons de la mort.
Joe Gaetjens est entré en 1976 dans le Temple de la renommée du football (United States National Soccer Hall of Fame). Par ailleurs, en 2005, un film réalisé par David Anspaugh, Le Match de leur vie (The Game of Their Lives) retrace l'aventure du match historique États-Unis–Angleterre, le rôle de Joe Gaetjens y est tenu par l'acteur haïtien Jimmy Jean-Louis.

## Source
- Marc Barreaud, Dictionnaire des footballeurs étrangers du championnat professionnel français (1932-1997), L'Harmattan, 1997.